# 銀兵衛
銀兵衛（ぎんべえ）は、かつてフリーランスで活動していた日本のお笑いコンビ。2021年12月14日解散。

## メンバー
小松 海佑（こまつ みゆう、1996年12月9日 - ）（28歳）
ボケ・ネタ作り担当。
岩手県盛岡市出身、日本電子専門学校中退。身長163 cm、体重52 kg。血液型はO型。BWHはそれぞれ83、69、89。足の大きさ24.5 cm。
ITパスポートを所持している。
趣味は散歩。
同じ事務所の所属だった先輩の木田（ガクヅケ）からは弟のように可愛がられている。
解散後はピン芸人として活動、銀兵衛時代と同じ芸風の漫談を行う。

あゆむ（1996年12月12日 - ）（28歳）
ツッコミ担当。
本名、吉木 歩夢（よしき あゆむ）。宮城県仙台市出身、東北保健医療専門学校中退。身長170 cm、体重61 kg。BWHはそれぞれ82、74、94。足の大きさ28 cm。
趣味は海外ドラマ、漫画、映画鑑賞、性的妄想。
特技はラップ、ソフトテニス。
相方・小松とは同居中で、ネタ作りや家賃の支払いに家事全般をこなしている小松とは対照的に何もしない。衣装のスーツ代の借金を肩代わりしてもらったこともある。
金欠を補うためアルバイトに精を出している。そして非常に性欲が強く、抑えきれずに衣装のズボンを破壊したという逸話を持つ。
解散後はあゆむとしてピン芸人で活動。2022年4月現在、仮コンビを複数組んでいる。

## 来歴
コンビ名は、小松の実母が事務作業をしていた居酒屋の店名に由来。他のコンビ名候補には「猛毒ゴリラ」「グリストラップ」があった。一度は現在のコンビ名に決まったものの、あゆむがアルバイト先の店長から薦められたという理由で「グリストラップ」に変えようと提案したが、小松は意味が分からなかったため却下。初舞台に別の「グリストラップ」というコンビがいたことにより、銀兵衛のままで良かったと小松は安堵した。
2021年7月5日、マセキ芸能社公式サイトにて同日付けでの退所を発表。以降はフリーで活動し、漫才協会に籍を置く。退所後初となるM-1グランプリ2021ではフリーとしてエントリーした。
2021年8月20日、YouTubeに公式チャンネルを開設。
2021年12月14日、双方のTwitterアカウントにて解散を発表。各々の方向性が違ってきたことを理由に挙げており、以降はそれぞれピン芸人として活動を継続する。

## 芸風
主に漫才。
小松が日常の些細な不満点や違和感に対し、客席に向かって一方的に持論を熱弁するという、しゃべくり漫才とは一味違ったスタイル（ボヤき漫才）。小松の主張は理解し難いものも多く、あゆむが反論または同調するが、即座に否定されたり理解が足りないことを咎められたりする。ネタ時間が短い場合、あゆむはほとんど何も喋らず狼狽えるか相槌を打つという台本が多く、マセキの先輩だった塙宣之（ナイツ）は「めちゃくちゃな漫才」と評している。始めにあゆむが「銀兵衛です、高校の同級生でコンビ組んでます」と名乗り、続いて小松が「そういう、目で見よう!」と発してからネタに入る。

## 賞レース成績
- M-1グランプリ2017 2回戦進出[9]
- M-1グランプリ2018 1回戦敗退[9]
- M-1グランプリ2019 2回戦進出[9]
- M-1グランプリ2020 2回戦進出[9]
- M-1グランプリ2021 3回戦進出[9]
- 第43回ABCお笑いグランプリ 最終予選進出（小松のみ）

## 出演

### テレビ番組
- 有田ジェネレーション - ナイツ激推し芸人ネタバトル[14]（TBS）、2019年9月3日
- 日テレ系お笑いの祭典 NETA FES JAPAN  - つい笑っちゃうネタ企画[15] （日本テレビ）、2021年9月8日

### ラジオ番組
- マイナビ Laughter Night（TBSラジオ）、2019年11月15日、2020年8月15日

### ウェブ番組
- 〜3000万人がガチランキング!〜 トレンド超予測（グノシー）、2020年3月9日、11月9日